# Crab Key
Crab Key is een fictieve locatie in het James Bondboek Dr. No (1958), de James Bondfilm Dr. No (1962) en het computerspel GoldenEye: Rogue Agent (2004). Het is een eiland in de Caribische Zee en hoort bij Jamaica. De scènes op het eiland zijn gefilmd in Ocho Rios (Jamaica) in Dr. No.

## Dr. No (boek)
In het boek krijgt James Bond van zijn vriend Quarrel te horen dat Crab Key van de Chinese Dr. Julius No is, maar het schijnt er veel te gevaarlijk te zijn omdat er een draak zou zijn. Bond vertrekt met Quarrel naar het eiland. Hij ontmoet later op het eiland de mooie Honeychile Rider, zij komt vaker bij Crab Key om daar schelpen op te duiken. De draak waarover Quarrel vertelden blijkt een tank te zijn die vuur spuuwt, Quarrel wordt vermoord door de tank en Bond en Rider worden gevangengenomen door Dr. No. Ze worden bij Dr. No samen onder de douches gezet omdat ze besmet zouden zijn. Bond weet Dr. No te vermoorden door hem onder een kraan van guano te begraven en met Honey van het eiland te ontsnappen.

## Dr. No (film)
James Bond krijgt van Quarrel en Felix Leiter te horen over het eiland en dat er gevaar dreigt van een draak, Bond vertrekt met Quarrel naar Crab Key en ontmoet na een nachtje slapen Honey Ryder (in het boek Honeychile Rider) die sexy in bikini de zee uitloopt. Ze is hier ook een schelpenduiker, net als in het boek. Ze gaan later samen met Quarrel door het moeras op het eiland. Ze worden 's avonds aangevallen door de draak die een tank blijkt te zijn. Quarrel wordt vermoord door de tank en Bond en Ryder worden gevangengenomen door Dr. No. Ze worden daar net als in het boek onder de douches gezet en vastgehouden, Bond weet Dr. No te vermoorden door hem in kokendheet radioactief water te gooien, Dr. No's hoofdkwartier op Crab Key explodeert en Bond en Ryder ontsnappen met een boot van het eiland.